# Rhaptopetalum geophylax
Espèce
Statut de conservation UICN

 NT  : Quasi menacé
Rhaptopetalum geophylax est une espèce de plantes à fleurs appartenant à la famille des Lecythidaceae, découverte par Cheek et Gosline puis décrite en 2002. Auparavant classée dans la famille des Scytopetalaceae, la classification phylogénétique APG III (2009) l'a placée dans la famille des Lecythidaceae. C'est une plante endémique du Cameroun.

## Description
Rhaptopetalum geophylax est un arbre de 6-10 m de hauteur et 25 cm de diamètre. Il a une tige cylindrique, légèrement effilée et glabre. Ses feuilles sont obovales, acuminées et glabres. Les inflorescences sont rami-flores, fasciculées, avec des fleurs roses. Ses fruits sont orange.

## Distribution
Endémique du Cameroun, elle est commune dans la Région du Sud-Ouest, où elle a été récoltée notamment sur les monts Bakossi, les monts Rumpi, sur les hauts plateaux du Lebialem (Lebialem Highlands).

## Écologie
L'espèce est présente dans les forêts submontagnardes, entre 900 et 1 500 m d'altitude.